# Reina por un día
Reina por un día fue un programa de televisión, emitido por Televisión española entre 1964 y 1965.

## Formato
Adaptación del programa estadounidense Queen for a Day, que presentaba Jack Bailey.
Emitido desde los estudios Miramar de Barcelona, el programa estaba dirigido a las mujeres de la España de los años 1960, con la finalidad de hacer realidad los sueños o deseos a los que aspiraban. Desde reencontrarse con un familiar perdido, a la consecución de objetos materiales (electrodomésticos, bicicletas, abrigos) o viajes, entre otros. La ganadora o seleccionada por el equipo del programa para ser reina, era coronada simbólicamente y acomodada en el trono.
Se emitía la tarde de los domingos con periodicidad semanal. El tema de cabecera estaba interpretado por la cantante Conchita Bautista.
La repercusión que tuvo el programa en su momento fue enorme, y se ha convertido en uno de los espacios más importantes de la historia de la televisión en España; se considera el primer reality show en este país y ha sido calificado por algunos medios como emblemático, histórico o éxito sin precedentes.
Considerado por el Grupo Joly uno de los cien mejores programas de la historia de la televisión en España.